# Seva (kommun)
Seva är en kommun i Spanien.   Den ligger i provinsen Província de Barcelona och regionen Katalonien, i den östra delen av landet, 500 km öster om huvudstaden Madrid. Antalet invånare är 3 436. Arean är 30 kvadratkilometer. Seva gränsar till Aiguafreda, Centelles, Balenyà, El Brull, Tona, Taradell, Viladrau och Malla. 
Terrängen i Seva är platt åt nordväst, men åt sydost är den kuperad.
Seva delas in i:
- Sant Miquel de Balenyà